# دوسیتی اوبرادوویچ
دوسیتی اوبرادوویچ (صربی: Димитрије Обрадовић؛ ۱۷ فوریه ۱۷۳۹ – ۷ آوریل ۱۸۱۱) نویسنده، فیلسوف، نمایشنامه‌نویس، مترجم، زبان‌شناس و اولین وزیر آموزش صربستان بوده‌است.